# Potsdam-Institut für Klimafolgenforschung
Het  Potsdam-Institut für Klimafolgenforschung (Potsdam-Instituut voor Klimaateffectenonderzoek) is een wetenschappelijk onderzoeksinstituut, ondergebracht in een geregistreerde vereniging, en gevestigd in de Duitse stad Potsdam. Zij onderzoekt wetenschappelijk en maatschappelijk relevante vraagstukken op het gebied van klimaatverandering, opwarming van de Aarde en duurzame ontwikkeling. Onderzoekers uit de natuurwetenschappen, de economische wetenschappen en de sociale wetenschappen werken samen om interdisciplinaire inzichten te verwerven die kunnen worden gebruikt om beslissingen in de politiek, het bedrijfsleven en het maatschappelijk middenveld te onderbouwen. 
De belangrijkste methodologische benaderingen bij het Potsdam-Instituut zijn systeem- en scenario-analyse, kwantitatieve en kwalitatieve modellering, computersimulatie en gegevensintegratie. Onderzoekers, waaronder Kirsten Zickfeld, van het Potsdam-Instituut waren betrokken bij de klimaatrapporten van het Intergovernmental Panel on Climate Change (IPCC). Velen zijn ook individueel lid van andere organen zoals de Leopoldina, officiële adviesraden, de Food Systems Economics Commission en de Earth League.
Het Instituut werkt samen met de Club van Rome, het Stockholm Resilience Centre en de BI Norwegian Business School in het Earth4all initiatief voor een her-denken van de economische uitgangspunten.